# Ariel Palacios
Ariel Palacios (Buenos Aires, 23 de maio de 1966) é um jornalista brasileiro. Desde 1996, é correspondente internacional do canal brasileiro de notícias GloboNews em Buenos Aires.
Ariel Palacios também comenta o cenário esportivo na América Latina para o programa Redação SporTV, do canal SporTV do Grupo Globo. Ele é comentarista na Rádio CBN. Palacios foi também correspondente em Buenos Aires do jornal O Estado de S. Paulo entre 1995 e 2015. Desde 1995 reside em Buenos Aires.
Em 2024 ele publicou o livro América Latina Lado B, que é um catálogo sobre as bizarrices dos presidentes e monarcas da hispano-américa desde os tempos das independências à época atual.

## Biografia
Palacios, embora cidadão brasileiro, nasceu em Buenos Aires, em 23 de maio de 1966. Criado no Brasil, cresceu em São Paulo, Governador Valadares e Londrina. Formado em Jornalismo na Universidade Estadual de Londrina (UEL), começou sua carreira como freelancer no jornal da cidade, a Folha de Londrina. Posteriormente foi freelancer em Curitiba, até que partiu para Madrid, Espanha, onde fez em 1993 o Master em Jornalismo no jornal El País, onde também colaborou. Ariel Palacios queria ser arqueólogo e historiador quando era criança. Na adolescência, depois de avaliar a carreira diplomática, optou pelo jornalismo.
O jornalista tem uma filha, Victoria Palacios De Paoli.

## Destaques
De todas as coberturas na região, destacam-se a crise política e econômica que levou à queda do presidente Fernando de la Rúa e as manifestações em toda a Argentina em 2001-2002; o assassinato do vice-presidente paraguaio Luis María Argaña em 1999, o funeral do ex-ditador chileno Augusto Pinochet em 2006, o terremoto no Chile em 2010 e a rebelião das forças policiais contra o presidente equatoriano Rafael Correa em 2010. Palacios também cobriu as detenções e julgamentos dos ex-integrantes da ditadura militar argentina, além dos casos das crianças sequestradas pelo regime, procuradas pela organização Avós da Praça de Maio. Palacios é famoso por sua sutil ironia na cobertura dos mais variados assuntos.

## Prêmios
- Em 2013 recebeu o Prêmio Botequim Cultural de melhor correspondente brasileiro da mídia impressa no exterior.
- Em 2014 recebeu o Prêmio Comunique-se de melhor correspondente brasileiro de mídia impressa no exterior.

## Livros
- Em 2013 publicou Os Argentinos, pela Editora Contexto (São Paulo).
- Em 2014, em parceria com o também jornalista Gustavo Chacra, escreveu Os Hermanos e Nós, pela Editora Contexto.
- Em 2024 publicou América Latina Lado B, pela editora Globo Livros.